# KT&G
주식회사케이티앤지(株式會社케이티앤지, KT&G)는 대한민국의 담배 및 인삼을 제조 판매하는 민영기업이다. 원래는 행정 기관이었다가 공기업을 거쳐서 민간 기업이 되었다. 주요 주력사업은 담배, 인삼, 홍삼 제품의 제조와 판매이며, 이외에 화장품, 건강기능식품, 식음료품의 제조와 판매, 잎담배 경작지도, 담배 재료품의 제조 및 판매, 의약품, 의약외품, 의료용품 기기의 개발·제조 및 판매, 무역업, 부동산업 사업을 한다. 과거 담배와 홍삼 전매를 책임지던 국가기관이자 공기업이었으며 전매제도 폐지 후 담배와 홍삼 관련 사업에 대해 독점적인 위치를 차지하는 기업이다. 그리고 이 기업은 국가기관에서 공기업으로 변경되고 다시 공기업에서 민영화한 기업이다. 1951년 재무부 전매국이 전매청이 되었으며 1989년 4월부터 2002년 12월까지 한국담배인삼공사(韓國─人蔘公社, The Korea Tobacco & Ginseng Corporation)였다.
KT&G는 1989년에 담배 제조의 독점 체제가 무너져 경쟁 체제가 도입된 후 1999년 홍삼 사업을 자회사(한국인삼공사)에 넘긴 뒤 사업 다각화의 일환으로 2002년 에이즈 백신개발업체인 미국의 백스젠(Vaxgen)과 합작으로 셀트리온을 설립하고, 영진약품을 인수하는 등 제약업에 진출했다. 2002년 12월 (주)KT&G로 상호를 변경했다. 2004년 태아산업, 영진약품을 각각 인수했다. 2008년 이란 및 러시아에 현지법인을 설립했다. 2010년 10월 러시아공장을 준공하고, 이어 11월에는 (주)KGC라이프앤진을 출범시켰다. 2011년 6월 소망화장품(현 코스모코스)을, 12월에는 신약개발 벤처기업인 머젠스를 인수하였고, 2012년에는 (주)KGC예본, (주)KT&G생명과학을 출범시켰다.

## 연혁

### 조선 후기
KT&G의 역사는 1883년 조선후기 국영연초제조회사 ‘순화국’ 설립으로 시작된다. 순화국은 국가에서 설립한 완전한 국영기업으로서 서양식 담배의 제조와 외국과의 무역을 목적으로 설립된 연초회사였다.

### 대한제국 시절
순화국이 연초 제조에서의 출발점이라면, 전매 제도(국가 또는 지정된 기관에서 지정된 상품에 대해 독점적인 판매권을 가지는 것)의 역사는 1899년 7월 대한제국 궁내부 내장원 삼정과 설치로 시작된다.

### 일제 강점기 시절
일본에 합병되며 조선총독부에 소속되었다. 일제강점기 당시 1920년 조선총독부 재무국에서는 홍삼전매령을 공포한 후 1921년 담배전매령, 1942년 소금전매령을 각각 공포해 전매 제도의 기틀을 마련하였다.

### 전매국과 전매청
해방 후 조선총독부 재무국에서 담당하던 전매제도는 1945년 해방 직후 미군정 전매국이 담당하였다. 1948년에 대한민국 재무부 전매국이 담당하게 되었다. 그 후 전매국은 1951년 외청인 전매청으로 승격되었으며 서울특별시 종로구 종로5가에 청사를 마련하였다.
한편 전매청과는 별도로 재무부에서는 한국홍삼공사(韓國紅蔘公社)를 1948년 12월에 설립하였다가 1949년 7월 7일 폐지하였다. 설립 초기부터 윤치창 등 전매국 관련자들이 한국홍삼공사 주주의 한 사람으로 선정되어 논란이 되기도 했다.
본래 재무부에서는 한국의 특산품인 홍삼(紅蔘)의 해외수출을 촉진시키기 위해서 앞서 재무부 주도로 반관반민(半官半民)의 홍삼판매공사를 설치하였으나 1949년 7월 7일 대통령 이승만의 지시로 폐지되고 홍삼, 인삼 업무는 전매국이 전담하게 되었다. 그리고 해외 수출은 각국에 대표회사를 선정해서 그 회사로 하여금 책임, 수출하게 하였다.

### 국가기관에서 민간기업이 되기까지
1962년 염전전매법이 폐지되어 소금에 대한 독점권이 없어졌으며, 1986년 11월에는 본사를 종로5가(종로구)에서 충청남도 대덕군 신탄진읍(현재 대전광역시 대덕구 평촌동)에 위치한 신탄진연초제조창으로 이전하였다. 그 후 1987년 4월 한국전매공사로 전환되면서 국가기관의 위치를 잃게 되었다.
이후 한국전매공사는 추후 있을 민영화를 대비하기 위해 1989년 4월 한국담배인삼공사로 전환되었다. 1996년 7월 홍삼전매권이 폐지되고 1997년 10월 1일, 이날 새로 시행된 공기업의 경영구조 개선 및 민영화에 관한법률이 적용되기 시작하여 (정부투자기관관리기본법의 적용대상에서 제외) 출자기관으로 전환돼 본격적인 민영화 수순에 밟게 된다.
1999년 인삼사업부문이 한국인삼공사로 계열 분할되었다. 그 이후 2001년 담배사업법이 개정되면서 담배전매권에 대한 조항이 폐지되어 완전히 전매제도가 정리되었다.
2002년 대한민국 정부와 정부의 산하기관이 가지고 있던 주식이 단계적으로 매각되어 민영화에 따른 기준이 충족되었다. 그해 12월 열린 임시주주총회의 의결을 통해 한국담배인삼공사에서 주식회사 케이티앤지(영문명 KT&G Corporation)로 변경 및 주식취득제한 폐지를 통해 민영화를 달성하였다.
2006년 세계적인 기업사냥꾼 칼 아이칸이 KT&G를 공개매수를 통한 적대적 흡수합병을 시도하였다고 전해진다. 2월 23일 칼 아이칸이 KT&G에 "주당 6만원에 KT&G 주식을 공개매수할테니 오는 28일까지 협조 여부를 알려달라"는 인수제안서를 보냈다. 아이칸은 또한 3월 17일로 예정된 KT&G 정기 주주총회가 열리지 못하도록 가처분 신청을 냈다. 칼 아이칸은 경영권 분쟁을 일으키고 철수했다. 이로 인해 칼 아이칸 측은 약 1500억원의 차익을 실현했을 것으로 보인다.
2000년 중반에 영진약품 인수 인계, 2010년에는 소망화장품의 인수 인계와 함께 KGC라이프앤진(주)가 설립되었다. 또한, 일부계열사들의 로고가 바뀌었다.

### 역대 로고

1987년부터 1989년까지 사용된 한국전매공사의 로고
1989년부터 2002년까지 사용된 한국담배인삼공사의 로고
2002년부터 2012년까지 사용된 KT&G의 로고
2012년부터 현재까지 사용되고 있는 KT&G의 로고

## 역대 수장

### 한국담배인삼공사 이사장
- 윤필용 (1987년[7] ~ 1993년)
- 정영의 (1993년 ~ 1995년)
- 남상현 (1995년 ~ 1997년)

### 한국담배인삼공사 사장
- 홍두표 (1987년[8] ~ 1992년 1월)
- 김기인 (1992년 1월 ~ 1995년 1월)
- 김영태 (1995년 1월 ~ 1997년 6월)
- 김재홍 (1997년 12월 ~ 2000년 12월)
- 곽주영 (2001년 3월 ~ 2002년 12월)

### KT&G 사장
- 곽주영 (2003년 12월 ~ 2004년 3월)
- 곽영균 (2004년 3월 ~ 2010년 2월)
- 민영진 (2010년 2월 ~ 2015년 10월)
- 백복인 (2015년 10월 ~ 2024년 3월)
- 방경만 (2024년 3월 ~ 현재)

## 지배 구조
주주가치 제고 및 권익보호를 위하여 독립된 사외이사로 구성된 이사회를 중심으로 책임 전문 경영체계를 운영중이다. 기업 경영의 투명성을 제고하여 주주와 이해관계자의 이익을 균형있게 중시하는 지배구조를 갖추고 있다. 그 결과, 한국기업지배구조원이 실시하는 기업지배구조 평가 A+등급을 획득하였다.(’18년 기준) 이사회는 KT&G의 최고 의사결정기구로서 주요 경영사항에 대하여 심의하고 의결한다. 이사회 내 사외이사의 비중은 관련 법령 및 규정사 요건을 훨씬 상회하는 수준인 75%(사내이사 2명, 사외이사 6명)로 하여 경영진에 대한 이사회의 견제기능을 수행하고 있다. 또한 이사회 의장과 사장을 분리하였으며, 이사회 의장은 사외이사 중 이사회 결의를 통해 결정한다.

## 담배 사업

### KT&G
담배의 제조와 판매하고 있다. KT&G는 국내에서 국내 담배 점유율은 약 60%을 차지하고 있다. 해외에서는 주력 수출 시장인 중동과 중앙아시아, 러시아를 넘어 신시장에서 유통망이 확대해 국가별로 다른 소비자 기호를 반영한 맞춤형 제품들이 해외 현지에서 좋은 반응을 얻고 있다. 특히 대만, 몽골, 인도네시아, 미국 등의 국가에서 눈에 띄는 성장세를 보이고 있고, 대만과 몽골에서는 2016년 역대 최대 판매량을 기록했다. 동남아시아 최대 담배 시장이자 세계 4위 담배 시장 규모를 자랑하는 인도네시아에서 2011년 현지 담배회사인 ‘트리삭티’를 인수인계하고 법인을 설립하며 현지 맞춤형 시장 전략을 수립했고, 현재 인도네시아에서 KT&G 판매량의 약 20%를 차지하고 있다. 세계에서 가장 큰 담배 시장 중 하나인 미국에서는 100여 개의 담배회사가 치열하게 경쟁하는 가운데 KT&G는 세계 3대 담배회사 중 하나인 JTI를 제치고 시장 점유율 6위를 기록하고 있다. 이외에도 아프리카는 판매 속도가 가장 빠르게 늘고 있다.
| 현재판매 - 레종 - 에쎄 - 더원 - 다비도프 - 시즌 - 보헴 - 클라우드 나인 - 핏 - 매치 | - 타임 - 심플 - 디스 - 라일락 - 한라산 등 약 80종 |

| 단종 - 블랙잭 블랙 - 블랙잭 잭 - 88라이트 - 개나리 - 거북선 - 글로리 라이트 - 건설 - 계명 - 겟투 - 공작 - 남대문 - 도라지 - 도라지 연 - 단오 - 라일락 멘솔 - 명승 - 무궁화 - 백양 - 백합 | - 비둘기 - 사슴 - 삼연 - 샘 - 솔 - 수정 - 승리 - 아리랑 - 연송 - 오마샤리프 - 은하수 - 인디고 - 장미 - 장수연 - 진달래 - 청자 - 충성 - 탑 - 태양 - 파랑새 | - 하나로 - 하루방 - 학 - 한강 - 한산도 - 협동 - 화랑 - 환희 - 후파 - 디스 리얼 등 |

## 생산품목

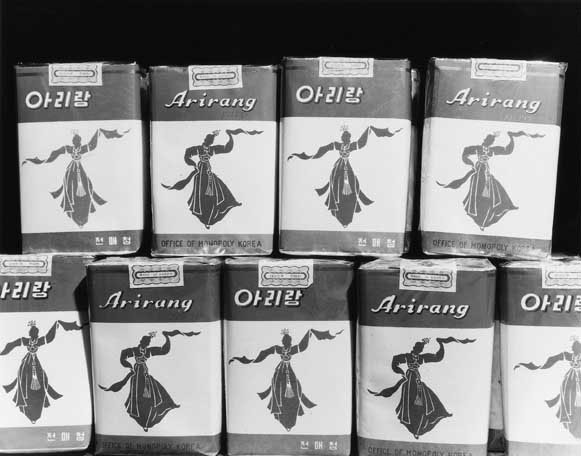
아리랑'담배
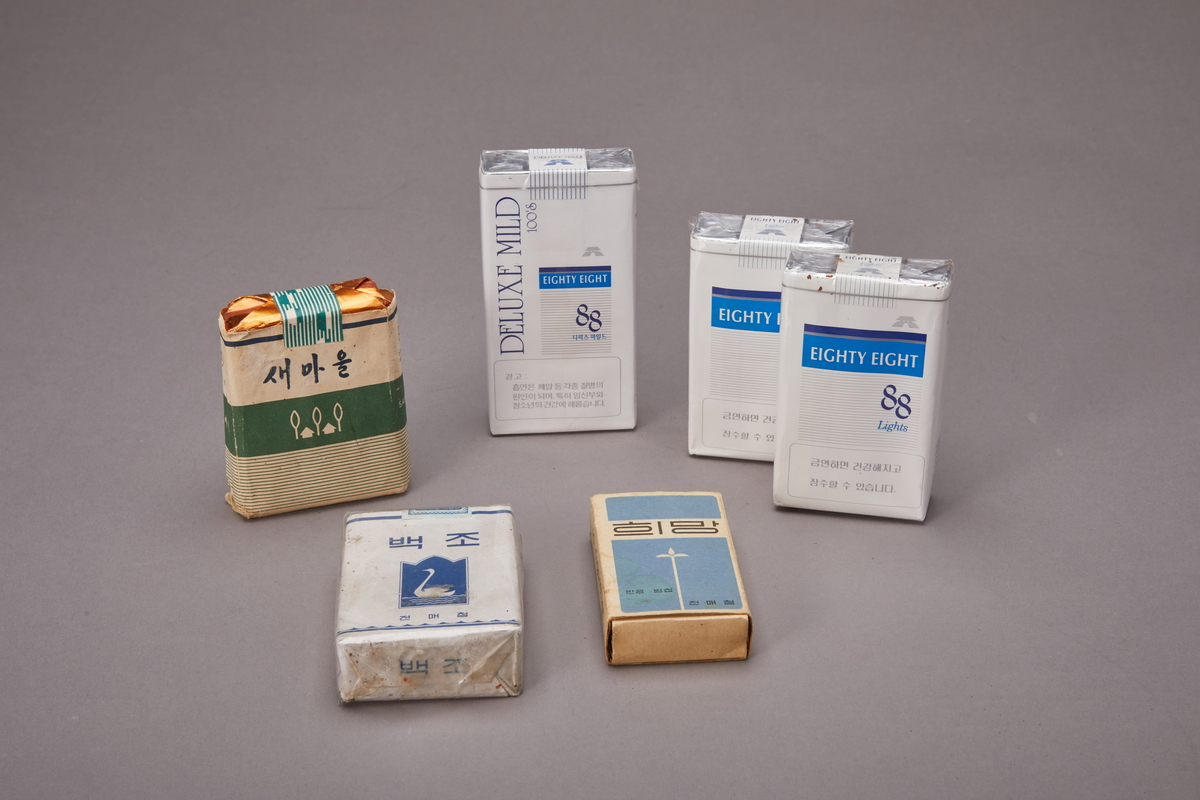
새마을 백조 희망 88라이트

### 태아산업
태아산업(주)은 담배제품에 사용되는 판상엽을 제조 생산하는 국내 유일의 기업으로 국내 외에도 해외 수출을 통해 사업을 확장하고 있다.

## 인삼·한방 사업

### 한국인삼공사
1999년 6월, KT&G(옛 한국담배인삼공사)로부터 자회사로 분할되었다. 홍삼, 홍삼제품 및 건강기능식품의 제조와 판매하고 있다. 100% 계약재배로 관리한 6년근 인삼만을 사용한 국내 1위의 건강기능식품을 자랑하는 한국인삼공사의 대표적인 홍삼제품 브랜드 ‘정관장’을 가지고 있다.
스포츠구단으로는 대전 KGC인삼공사 배구단(옛 대전 KT&G 아리엘즈)과 안양 KGC인삼공사 농구단(옛 안양 KT&G 카이츠), KGC인삼공사탁구단(옛 대우탁구단), KGC인삼공사 배드민턴단(옛 전매청 신탄진제조창 배드민턴팀)이 있다. 최근에는 KGC인삼공사로 인삼공사 홈페이지 에 소개되고 있다.

### KGC 예본
(주)KGC예본은 안전하고 신뢰할 수 있는 고품질의 천연물공급을 통하여 인류의 삶의 질 향상 및 건강 증진에 기여하는 천연물 헬스케어 기업이다.

## 생활건강·화장품

### KGC라이프앤진
2003년 9월에 한국인삼공사가 100% 출자하여 세워진 케이지씨판매(주)가 전신이다. 2010년 1월 KT&G 자회사로 편입되었으며 같은 해 11월 지금의 상호로 변경되었다. 건강기능식품 및 화장품, 식음료품 등을 제조·판매하고 있으며, ‘LLang’과 ‘동인비’라는 대표적인 홍삼 화장품 브랜드를 가지고 있다.

### 코스모코스
2011년 6월, 소망화장품은 KT&G 자회사로 편입된 후 2016년 9월, 글로벌 화장품 브랜드로 도약하기 위해 사명을 '세계', '우주'를 뜻하는 '코스모'(COSMO)와 화장품을 뜻하는 '코스메틱'(COSMETICS)을 결합한 코스모코스로 변경했다. 또한, ‘다나한’, ‘플로르드망’, ‘비프루브’라는 대표적인 브랜드를 가지고 있다.

## 제약·바이오

### 영진약품
의약품, 바이오의 약품, 의약외품, 의료용품·기기의 개발, 제조 및 판매하고 있다. 2016년 12월 KT&G의 제약 계열사인 영진약품과 KT&G생명과학은 합병되었다.

## 호텔·리조트 사업
호텔사업의 개발 및 운영하고 있다.

## 문화·공연

### KT&G 상상마당
2007년 9월 개관한 복합문화공간이다. 비주류 예술가들의 창작활동을 지원하고 일반 대중들에게 폭넓은 문화 경험을 제공하기 위해 공연, 영화, 디자인, 시각예술, 교육 등 문화예술 전반에 걸쳐 다양한 프로그램과 아티스트 지원 사업 등을 운영하고 있다. ‘KT&G 상상마당 홍대’를 시작으로 2011년 ‘KT&G 상상마당 논산’과 ‘KT&G 상상마당 춘천’을 개관했다.

### KT&G 상상아트홀
연극, 뮤지컬, 콘서트 등 다양한 장르의 공연이 가능한 전문 공연장이다.

## 나눔 재단
KT&G는 2003년 KT&G복지재단을, 2008년에는 KT&G장학재단을 설립해 지역밀착형 복지사업과 차별화된 장학사업으로 어렵고 소외된 이웃과 함께하는 나눔의 사랑을 실천해 오고 있다.

## 본점 및 지점 현황

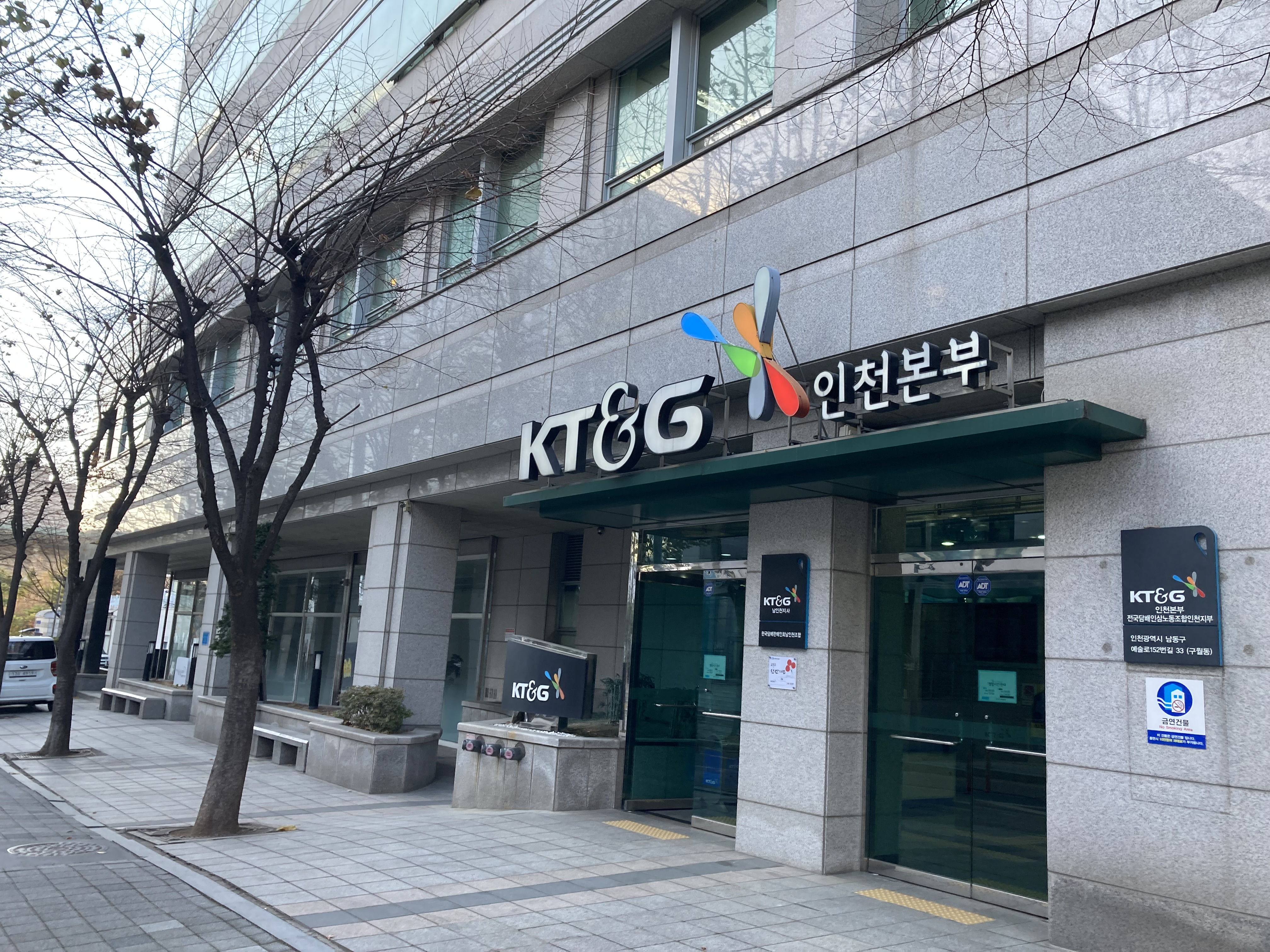
KT&G 인천지사(예술로152번길 33)
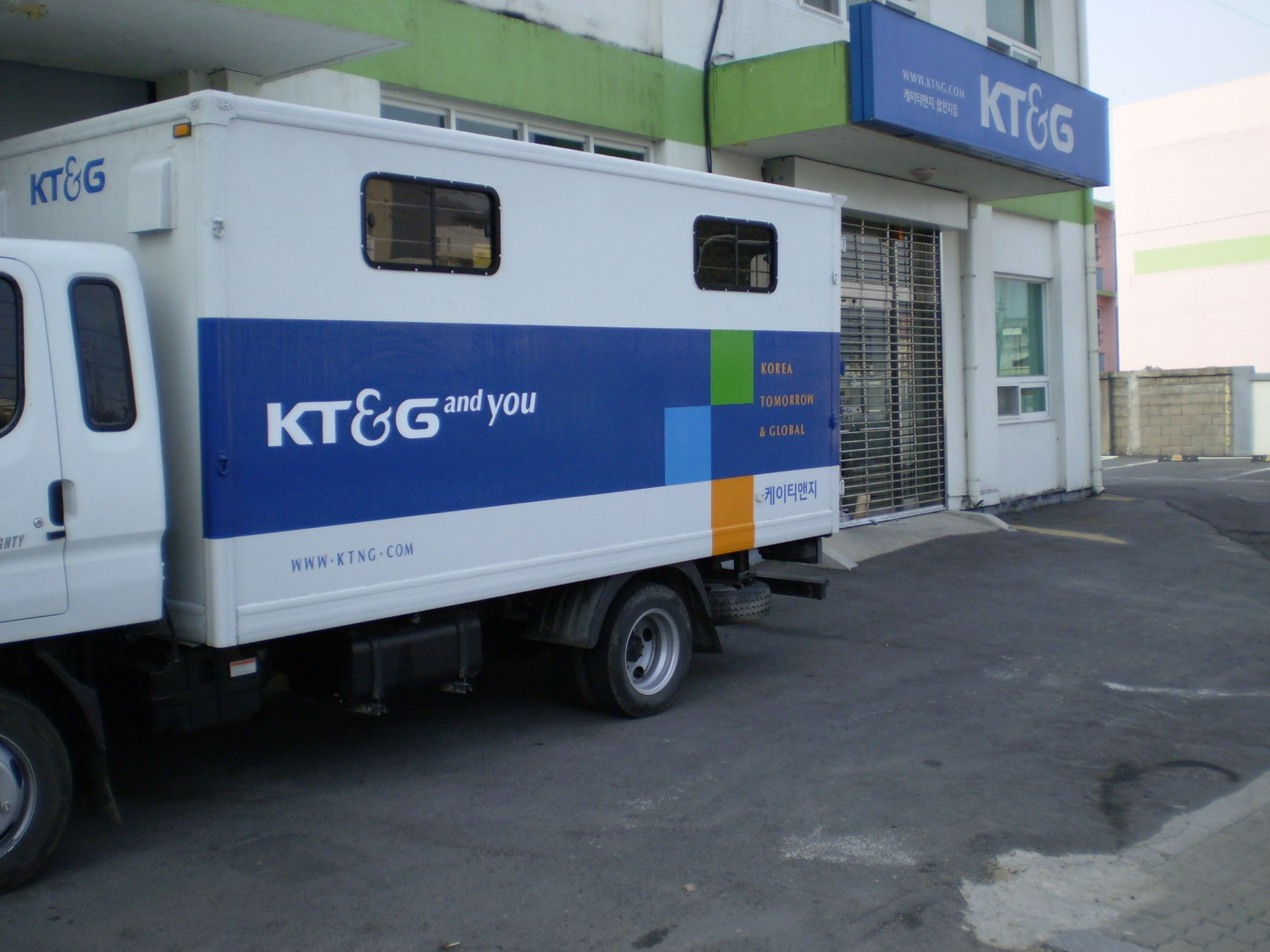
KT&G 합천지사

- 본점: 대전광역시 대덕구 벚꽃길 71 (평촌동)
- 신탄진공장: 대전광역시 대덕구 벚꽃길 71 (평촌동)
- 신탄진제2공장: 대전광역시 대덕구 벚꽃길 71 (평촌동)
- 인재개발원: 대전광역시 대덕구 벚꽃길 71 (평촌동)
- 충남본부: 대전광역시 서구 문예로 137 (둔산동)
- 천안공장: 충청남도 천안시 서북구 봉정로 270 (성정동)
- 천안지사: 충청남도 천안시 서북구 봉정로 270 (성정동)
- 서대전지사: 대전광역시 서구 문예로 137 (둔산동)
- 논산지사: 충청남도 논산시 관촉로 247 (취암동)
- 보령지사: 충청남도 보령시 대해로 191 (내항동)
- 내포지사: 충청남도 홍성군 홍북읍 상하천로 50-1
- 서산지사: 충청남도 서산시 무석1로 14 (석림동)
- 당진지사: 충청남도 당진시 교동길 64 (읍내동)
- 아산지사: 충청남도 아산시 충무로 100 (권곡동)
- 세종지사: 세종특별자치시 한누리대로 411 (어진동, KT&G세종타워A)
- 동대전지사: 대전광역시 서구 문예로 137 (둔산동)
- KT&G연구원: 대전광역시 유성구 가정로 30 (신성동)
- 강원본부: 강원특별자치도 춘천시 남춘로5번길 23 (퇴계동)
- 춘천지사: 강원특별자치도 춘천시 남춘로5번길 23 (퇴계동)
- 원주지사: 강원특별자치도 원주시 치악로 1650 (단구동)
- 강릉지사: 강원특별자치도 강릉시 경강로 2177 (옥천동)
- 삼척지사: 강원특별자치도 삼척시 뒷나루길 21 (교동)
- 속초지사: 강원특별자치도 속초시 동해대로 4050 (조양동)
- 철원지사: 강원특별자치도 철원군 갈말읍 삼부연로 40
- 평창지점: 강원특별자치도 평창군 평창읍 송학로 41
- 경기본부: 경기도 수원시 팔달구 덕영대로697번길 77 (화서동)
- 수원지사: 경기도 수원시 팔달구 덕영대로697번길 77 (화서동)
- 안양지사: 경기도 안양시 만안구 오리로 56 (박달동)
- 용인지사: 경기도 용인시 수지구 수지로 493 (동천동)
- 광주(廣州)지사: 경기도 광주시 경안로 127 (경안동)
- 이천지사: 경기도 이천시 아리역로 10 (창전동)
- 안성지사: 경기도 안성시 중앙로 296 (석정동)
- 평택지사: 경기도 평택시 중앙로 72 (평택동)
- 화성지사: 경기도 화성시 향남읍 3.1만세로 1049
- 안산지사: 경기도 시흥시 옥구공원로 361 (정왕동)
- 오산지사: 경기도 화성시 동탄순환대로4길 64 (장지동)
- 전남본부: 광주광역시 서구 상무대로 1162 (농성동)
- 광주(光州)지사: 광주광역시 서구 상무대로 1174 (농성동)
- 광주공장: 광주광역시 북구 하서로 300 (양산동)
- 서광주지사: 광주광역시 광산구 무진대로 215 (우산동)
- 나주지사: 전라남도 나주시 왕건길 50-12 (송월동)
- 순천지사: 전라남도 순천시 태봉길 68 (조례동)
- 여수지사: 전라남도 여수시 화산로 25 (화장동)
- 목포지사: 전라남도 목포시 백년대로 380 (옥암동)
- 해남지사: 전라남도 해남군 해남읍 해리2길 5
- 광양지사: 전라남도 순천시 태봉길 68 (조례동)
- 충북본부: 충청북도 청주시 청원구 새터로 34 (내덕동)
- 청주지사: 충청북도 청주시 청원구 새터로 34 (내덕동)
- 옥천지사: 충청북도 옥천군 옥천읍 대천길 2
- 충주지사: 충청북도 충주시 애향로 19, 1,2,3층 (봉방동)
- 수안보수련관: 충청북도 충주시 수안보면 주정산로 62
- 제천지사: 충청북도 제천시 의병대로12길 14 (명동)
- 음성지사: 충청북도 음성군 음성읍 중앙로 78
- 전북본부: 전북특별자치도 전주시 완산구 마전들로 66 (효자동3가)
- 전주지사: 전북특별자치도 전주시 완산구 마전들로 66 (효자동3가)
- 남원지사: 전북특별자치도 남원시 동문로 66 (동충동)
- 정읍지사: 전북특별자치도 정읍시 명륜길 10 (연지동)
- 군산지사: 전북특별자치도 군산시 해망로 247 (영화동)
- 익산지사: 전북특별자치도 익산시 익산대로22길 50 (남중동)
- 김제지사: 전북특별자치도 김제시 중앙로 247-1 (신풍동)
- 대구본부: 대구광역시 남구 대명로 124 (대명동)
- 대구지사: 대구광역시 중구 태평로 67 (태평로3가)
- 동대구지사: 대구광역시 동구 동부로30길 100-3 (신천동)
- 달성지사: 대구광역시 달성군 옥포읍 돌미상업로2길 10
- 칠곡지사: 경상북도 칠곡군 왜관읍 중앙로 260
- 경산지사: 경상북도 경산시 중앙로 59 (중방동)
- 구미지사: 경상북도 구미시 야은로 459 (도량동)
- 경주지사: 경상북도 경주시 중앙로 67-6 (동부동)
- 포항지사: 경상북도 포항시 남구 대이로 23 (대잠동)
- 서대구지사: 대구광역시 남구 대명로 124, 2층 (대명동)
- 경북본부: 경상북도 안동시 제비원로 95 (당북동)
- 안동지사: 경상북도 안동시 제비원로 95 (당북동)
- 영주공장: 경상북도 영주시 적서공단로 179 (적서동)
- 영주지사: 경상북도 영주시 영주로 163 (영주동)
- 김천공장: 경상북도 김천시 영남대로 1192 (다수동)
- 상주지사: 경상북도 상주시 중앙로 134 (낙양동)
- 영덕지점: 경상북도 영덕군 영덕읍 덕곡2길 10
- 남서울본부: 서울특별시 강남구 영동대로 416 (대치동)
- 성남지사: 경기도 용인시 수지구 수지로 493 (동천동)
- 강남지사: 서울특별시 강남구 논현로28길 49 (도곡동)
- 영등포지사: 서울특별시 영등포구 선유로 11, 3층 (문래동5가)
- 관악지사: 서울특별시 관악구 남부순환로 1673 (봉천동)
- 남양주지사: 경기도 남양주시 경춘로 1279 (평내동)
- 강동지사: 서울특별시 강동구 양재대로 1544 (길동)
- 강서지사: 서울특별시 강서구 등촌로 203 (등촌동)
- 북서울본부: 서울특별시 서대문구 충정로 60 (미근동)
- 성동지사: 서울특별시 광진구 동일로 462 (중곡동)
- 종로지사: 서울특별시 서대문구 충정로 60 (미근동)
- 동대문지사: 서울특별시 광진구 동일로 462 (중곡동)
- 북부지사: 서울특별시 강북구 덕릉로 186 (번동)
- 서부지사: 서울특별시 서대문구 충정로 60 (미근동)
- 고양지사: 경기도 파주시 금바위로 38 (와동동)
- 의정부지사: 경기도 의정부시 범골로 68 (의정부동)
- 포천지사: 경기도 포천시 신읍길 25 (신읍동)
- 성북지사: 서울특별시 성북구 동소문로 325 (길음동)
- 파주지사: 경기도 파주시 금바위로 38 (와동동)
- 부산본부: 부산광역시 연제구 월드컵대로 83 (연산동)
- 중부산지사: 부산광역시 부산진구 부전로 29 (부전동)
- 부산진지사: 부산광역시 부산진구 부전로 29 (부전동)
- 동래지사: 부산광역시 연제구 월드컵대로 83 (연산동)
- 남부산지사: 부산광역시 해운대구 반여로 183 (반여동)
- 양산지사: 경상남도 양산시 동면 남양산1길 18
- 울산지사: 울산광역시 중구 북부순환도로 887 (서동)
- 김해지사: 경상남도 김해시 구지로 46 (내동)
- 북부산지사: 경상남도 양산시 동면 남양산1길 18
- 거제지사: 경상남도 거제시 계룡로 34 (상동동)
- 남부지사: 부산광역시 연제구 월드컵대로 83 (연산동)
- 울주지사: 울산광역시 중구 북부순환도로 887 (서동)
- 경남본부: 경상남도 진주시 신평공원길7번길 3 (평거동)
- 진주지사: 경상남도 진주시 신평공원길7번길 3 (평거동)
- 마산지사: 경상남도 창원시 마산합포구 3.15대로 221 (중앙동3가)
- 진해지사: 경상남도 창원시 의창구 창원대로363번길 22-41 (팔용동)
- 통영지사: 경상남도 통영시 원문로 33 (북신동)
- 창원지사: 경상남도 창원시 의창구 창원대로363번길 22-41 (팔용동)
- 사천지사: 경상남도 사천시 사남면 진삼로 1259
- 거창지사: 경상남도 거창군 거창읍 중앙로 92
- 인천본부: 인천광역시 중구 축항대로 220 (항동7가)
- 김포지사: 경기도 김포시 태장로769번길 49 (장기동)
- 북인천지사: 인천광역시 계양구 경명대로 1011 (계산동)
- 부천지사: 경기도 부천시 원미구 삼작로280번길 47 (도당동)
- 남인천지사: 인천광역시 남동구 예술로152번길 33 (구월동)
- 중부지사: 인천광역시 중구 공항로 271, 지하1층 (운서동)
- 제주본부: 제주특별자치도 제주시 연북로 33 (노형동)
- 제주지사: 제주특별자치도 제주시 연북로 33 (노형동)
- 서귀포지사: 제주특별자치도 서귀포시 김정문화로 23 (강정동)
- 강화수련관: 인천광역시 강화군 길상면 해안남로 798-18
- 경주수련관: 경상북도 경주시 진현로1길 5 (진현동)

## 같이 보기
- 대한민국의 흡연

### 내용주
1. ↑  공식 홈페이지에서는 KT&G가 Korea Tomorrow & Global의 약자라고 밝히고 있으나, 이는 민영화 초기(2005년까지) 대외 홍보용으로만 사용했던 슬로건이며, 현재는 단순히 KT&G로만 표기한다. 2005년까지 KT&G가 공공기관에 발송한 업무 문서에는 과거의 영문 약칭인 Korea Tobacco & Ginseng을 그대로 사용하였다.
2. ↑  "홍삼회사의 주권할당표" 경향신문 1948년 12월 17일자 2면, 경제면
3. ↑  "홍삼의 판매권 권위있는 단체에", 동아일보 1949년 7월 7일자 2면, 사회면

### 참조주
1. ↑  인교준 (2015년 10월 7일). “백복인 KT&G 신임 사장 "해외서 성장동력 찾겠다"”. 연합뉴스. 2017년 9월 9일에 확인함.
2. ↑  김설아 (2015년 12월 14일). “KT&G의 ‘브랜드경영’”. 머니위크. 2017년 9월 9일에 확인함.
3. ↑  김유림 (2017년 2월 18일). “[뉴스텔링] 불황은 없다? ‘1조 클럽 기업’ 뜨는 비결”. CNB뉴스. 2017년 9월 9일에 확인함.
4. ↑  “한국전매공사 설립 마무리 단계[김현태]”. MBC. 1987년 3월 30일.
5. ↑  “아이칸 "KT&G 공개매수"…2조원 대공세”. SBS. 2006년 2월 24일.
6. ↑  '기업 사냥꾼' 아이칸, 1500억원 갖고 튀다, 오마이뉴스, 2006. 12. 5.
7. ↑  1989년 4월 이전 "한국전매공사 이사장"
8. ↑  1989년 4월 이전 "한국전매공사 사장"
9. ↑  이민종 (2016년 11월 11일). “KT&G·외국계 3社 ‘불붙은 담배전쟁’”. 문화일보. 2017년 9월 9일에 확인함.
10. 1 2  박지훈 (2017년 3월 3일). “민영화 성공·성장동력 가속화 KT&G 해외시장 실적 빛났다”. 매일경제. 2017년 9월 9일에 확인함.
11. ↑  최은영 (2017년 2월 28일). “수출효자 한국담배···KT&G, 신시장 개척해 '세계를 품안에'”. 이데일리. 2017년 9월 9일에 확인함.
12. ↑  “[Love&Gift]100년 전통의 밀리언셀러 ‘정관장 홍삼정’”. 동아일보. 2017년 1월 19일. 2017년 9월 9일에 확인함.
13. ↑  “KGC인삼공사 소속 스포츠단 CI 변경”. 연합뉴스. 2011년 7월 26일. 2017년 9월 9일에 확인함.
14. ↑  심재훈 (2010년 11월 1일). “KT&G, KGC라이프앤진 출범”. 연합뉴스. 2017년 9월 9일에 확인함.
15. ↑  강은영 (2011년 11월 1일). “인삼화장품에 다시 도전장 낸 홍삼화장품”. 한국일보. 2017년 9월 9일에 확인함.
16. ↑  박예슬 (2016년 7월 5일). “[단독] 소망화장품-라이프앤진 합병, '코스모코스'로 새출발”. 뉴스핌. 2017년 9월 9일에 확인함.
17. ↑  이연춘 (2016년 2월 11일). “KT&G, 연간 200억 적자 화장품 합병 검토中”. 뉴시스. 2017년 9월 9일에 확인함.
18. ↑  조호윤 (2017년 2월 8일). “젊어지는 '꽃을 든 남자'…코스모코스, 체질개선 박차”. 아시아경제. 2017년 9월 9일에 확인함.
19. ↑  양재준 (2016년 12월 13일). “영진약품, KT&G생명과학 흡수 합병”. 한국경제TV. 2017년 9월 9일에 확인함.
20. ↑  안준형 (2016년 8월 25일). “KT&G, 본업은 '담배'·부업은 '부동산투자'”. 비지니스워치. 2017년 9월 9일에 확인함.
21. ↑  강명연 (2017년 1월 14일). “아티스트들의 창작과 소통 저장소 ‘KT&G상상마당’”. 뉴스토마토. 2017년 9월 9일에 확인함.
22. ↑  김홍재 (2006년 11월 5일). “KT&G，상상아트홀 공연장 개관”. 파이낸셜뉴스. 2017년 9월 9일에 확인함.
23. ↑  함정선 (2016년 12월 26일). “[나누는 기업들]KT&G, 사회공헌도 '영토확장'”. 이데일리. 2017년 9월 9일에 확인함.